# Mayna odorata
Mayna odorata là một loài thực vật có hoa trong họ Achariaceae. Loài này được Aubl. mô tả khoa học đầu tiên năm 1775.